# Garde présidentielle palestinienne
 (mai 2024).
La garde présidentielle palestinienne, en arabe : الحرس الرئاسي الفلسطيني, est une branche des Forces de sécurité palestiniennes placée sous le contrôle direct du président de l'État de Palestine. Son rôle principal est la protection du président et d'autres personnalités, ainsi que l'exécution de fonctions cérémonielles. La force peut également remplir des fonctions de combat spéciales.
Le prédécesseur de la garde présidentielle était la « Sécurité présidentielle », créée en 1994 par Yasser Arafat, alors président de l'Autorité palestinienne, et composée en grande partie de membres de la Force 17.

## Galerie

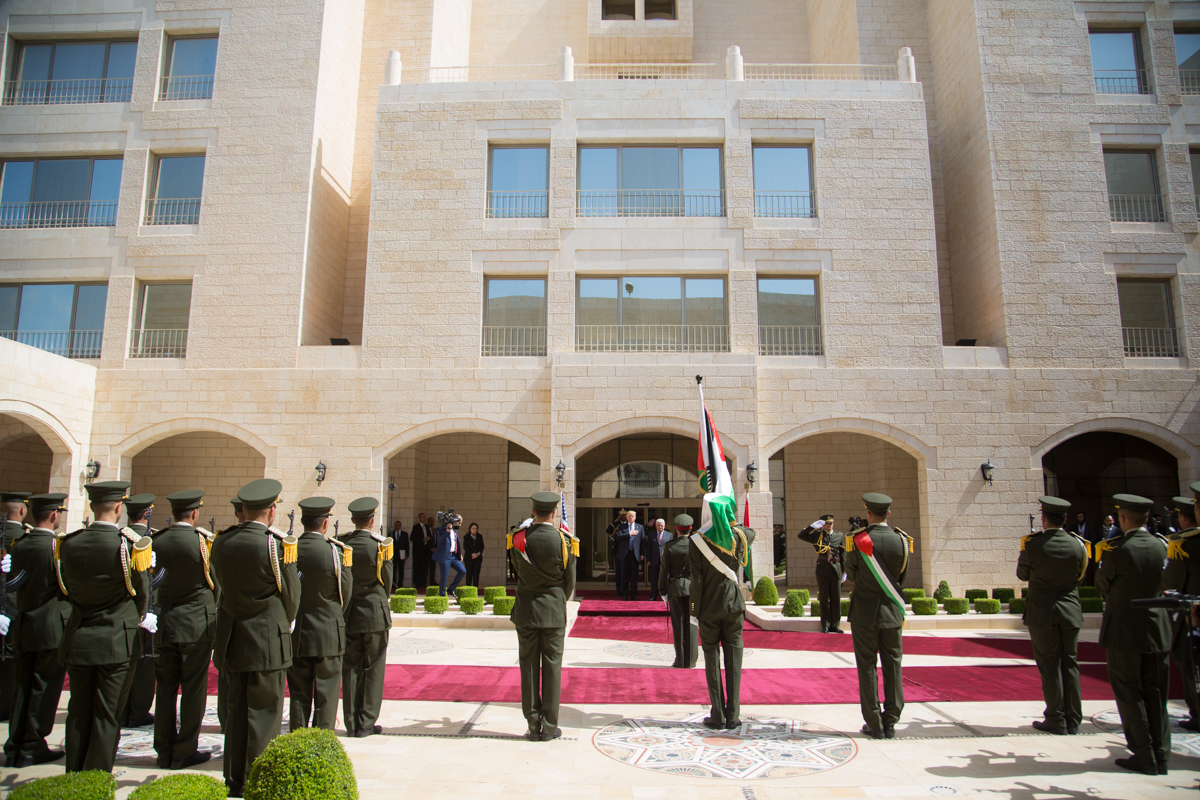
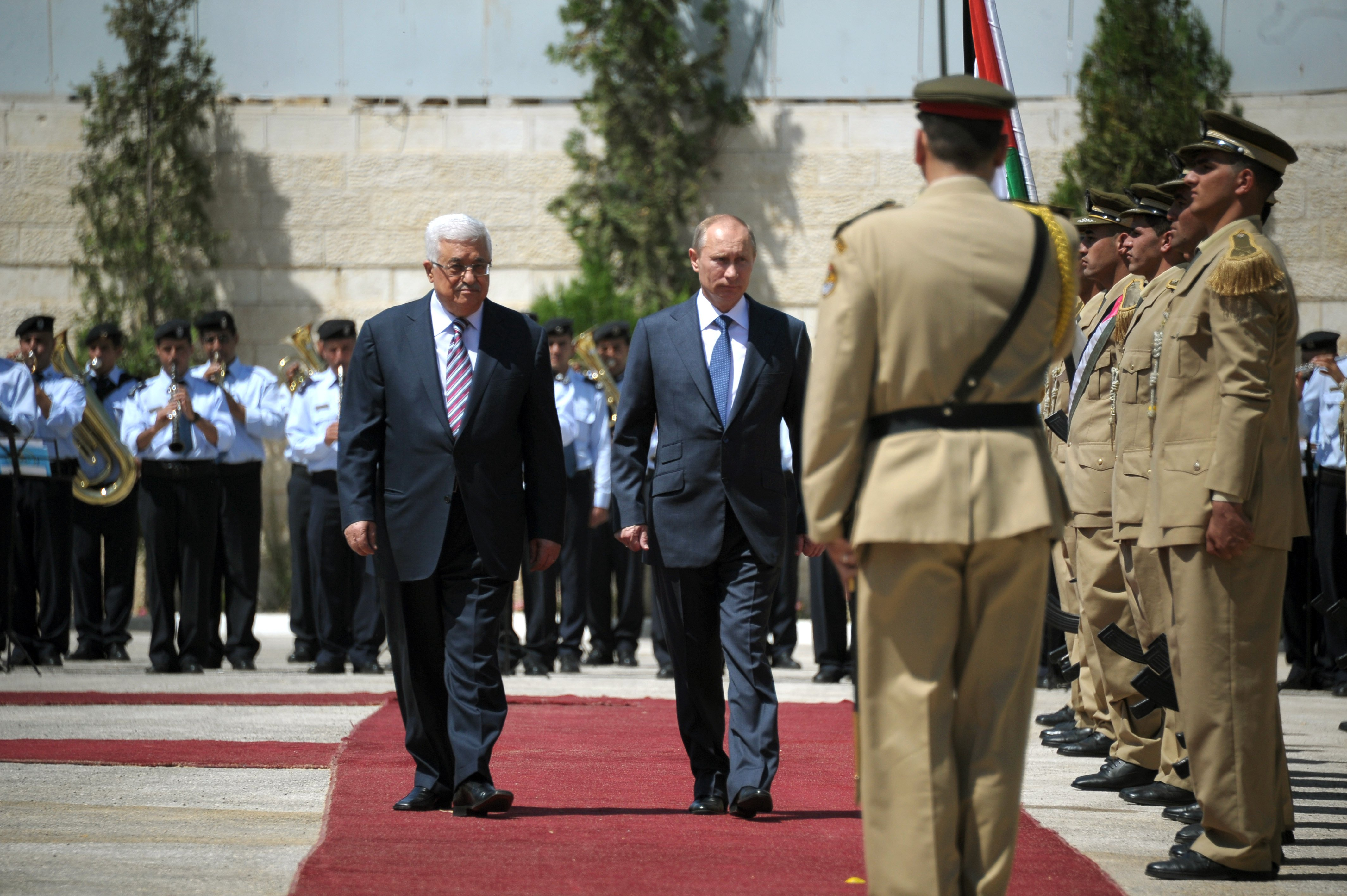
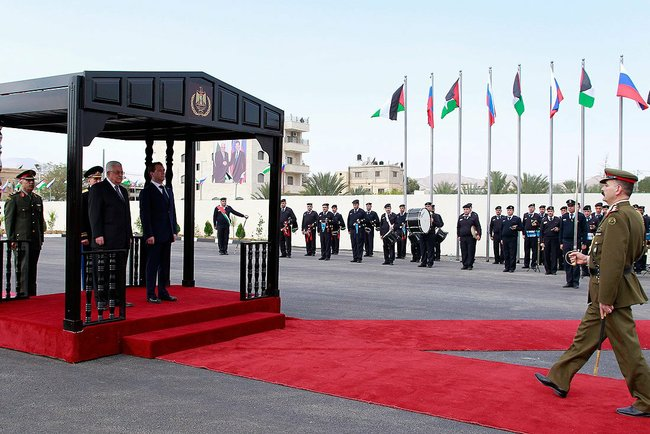
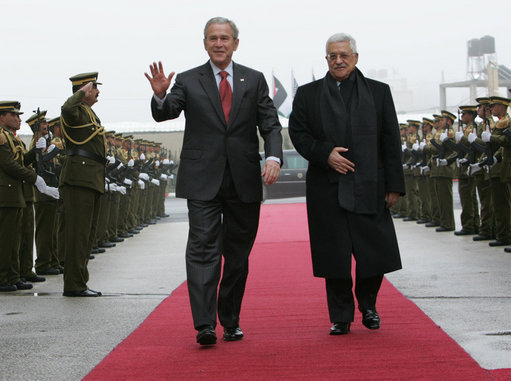